# Kingston upon Hull
Kingston upon Hull, thường được gọi là Hull, là một thành phố và khu vực thẩm quyền đơn nhất trong hạt nghi lễ East Riding of Yorkshire, Anh. Thành phố nằm ở nơi giao nhau của sông Hull với sông Humber, 25 dặm Anh (40 km) sâu trong nội địa so với Biển Bắc. Hull có dân số 258.700 người (ước tính năm 2008). Thành phố này đã từng là một cảng cung ứng quân sự, một trung tâm mậu dịch, một trung tâm săn bắt cá voi, một đô thị công nghiệp.
Hull đã là nơi đầu tiên diễn tra trận đánh trong nội chiến Anh. Dân biểu Nghị viện Anh thế kỷ 18, William Wilberforce, đã đóng vai trò quan trọng trong việc xoá bỏ chế độ buôn bán nô lệ ở Anh.